# Glifáda
Glifáda (görög betűkkel Γλυφάδα) Görögország fővárosának, Athénnek egyik déli külvárosa. A területet, ahol görögök milliói élnek Hymettus és a Szaróni-öböl határolja. A divatos külváros ismert igényes üzleteiről, butikjairól, nyári klubjairól. Glifádát szokás Görögország a Beverly Hills-ének nevezni. A rakparton rehabilitációs központ van teknősöknek. A személyzet a létesítményekhez biztosít ingyenes oktatási látogatást és gyógykezelést a látogatók számára.

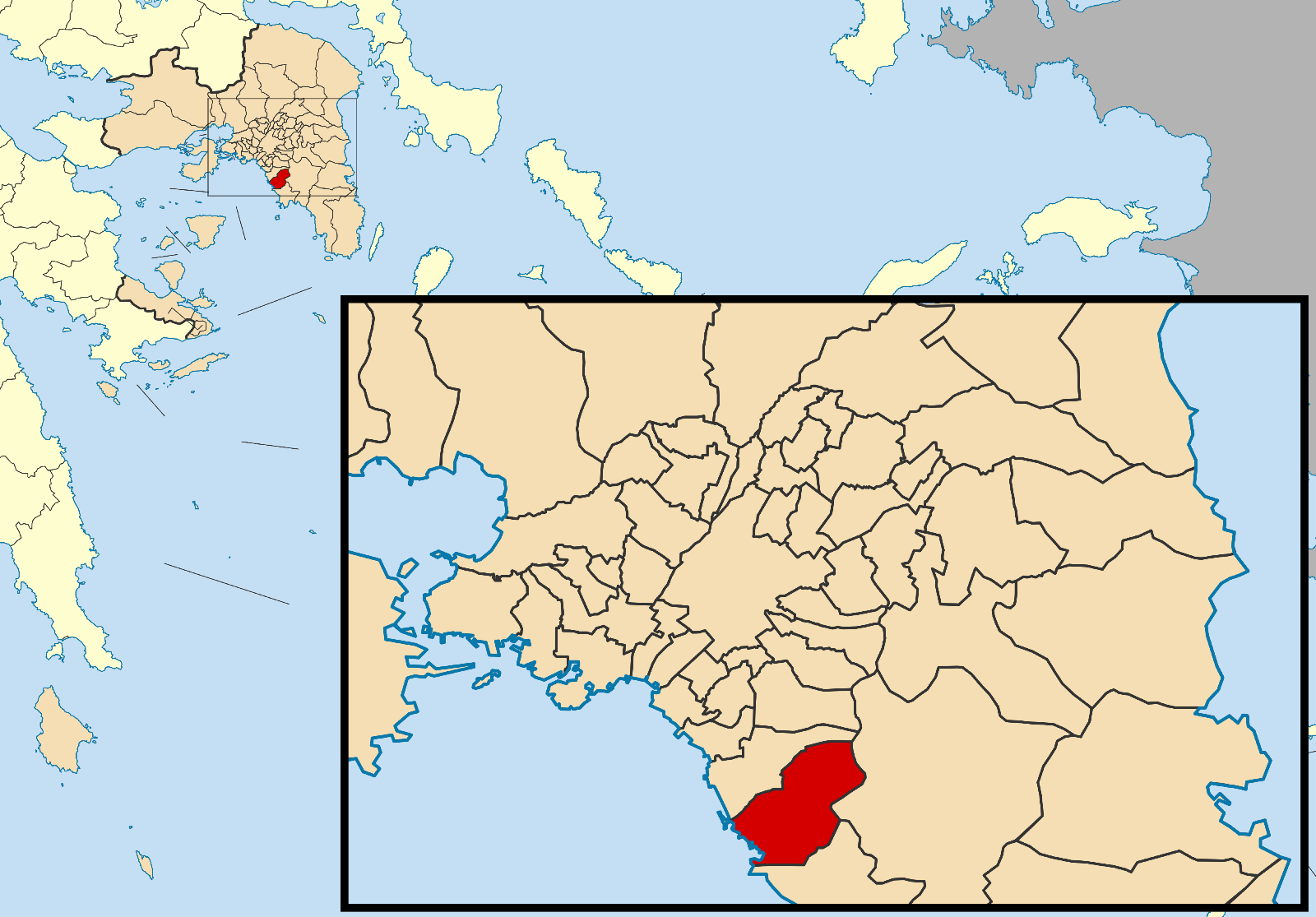
Glifáda fekvése Attikán belül

A görög főváros „legamerikaiasabb” részéről van szó, tele éjszakai klubokkal, előkelő boltokkal és éttermekkel. Az amerikai hatás az Amerikai Légi Bázistól származott, amit az 1990-es években építettek fel. A terület lakossága hozzájárult Glifáda karakteréhez. Egyedülálló keveréke az amerikai és a görög atmoszférának. A légibázist más helyre telepítették át, iskola új helyet kapott. Glifáda megtartja amerikaias hangulatát, mialatt a görög konyha, a szórakozási létesítmények és az éjszakai élet továbbra is jellegzetes. Glifádát nevezték Athén déli külvárosának szívének is, mert kiváló vízparti helyen található, gazdag gazdasági központ, modern üzleti negyed. "Athéni riviérá"nak írták le kiterjedt tengerparti ingatlanok, a kiépített kertek és modern kikötők miatt. 
A városháza a központban található, közel Glifáda az egyik legélénkebb vásárlói negyedhez. Az egymáshoz közel eső fürdőzési lehetőségek, a koncentrálódó tengerparti klubok nagyszerűen növelik a látogatók számát a nyári hónapokban.
Glifáda mellett fekszik Athén korábbi repülőtere, a 2001-ben bezárt Ellinikon nemzetközi repülőtér.

## Képek

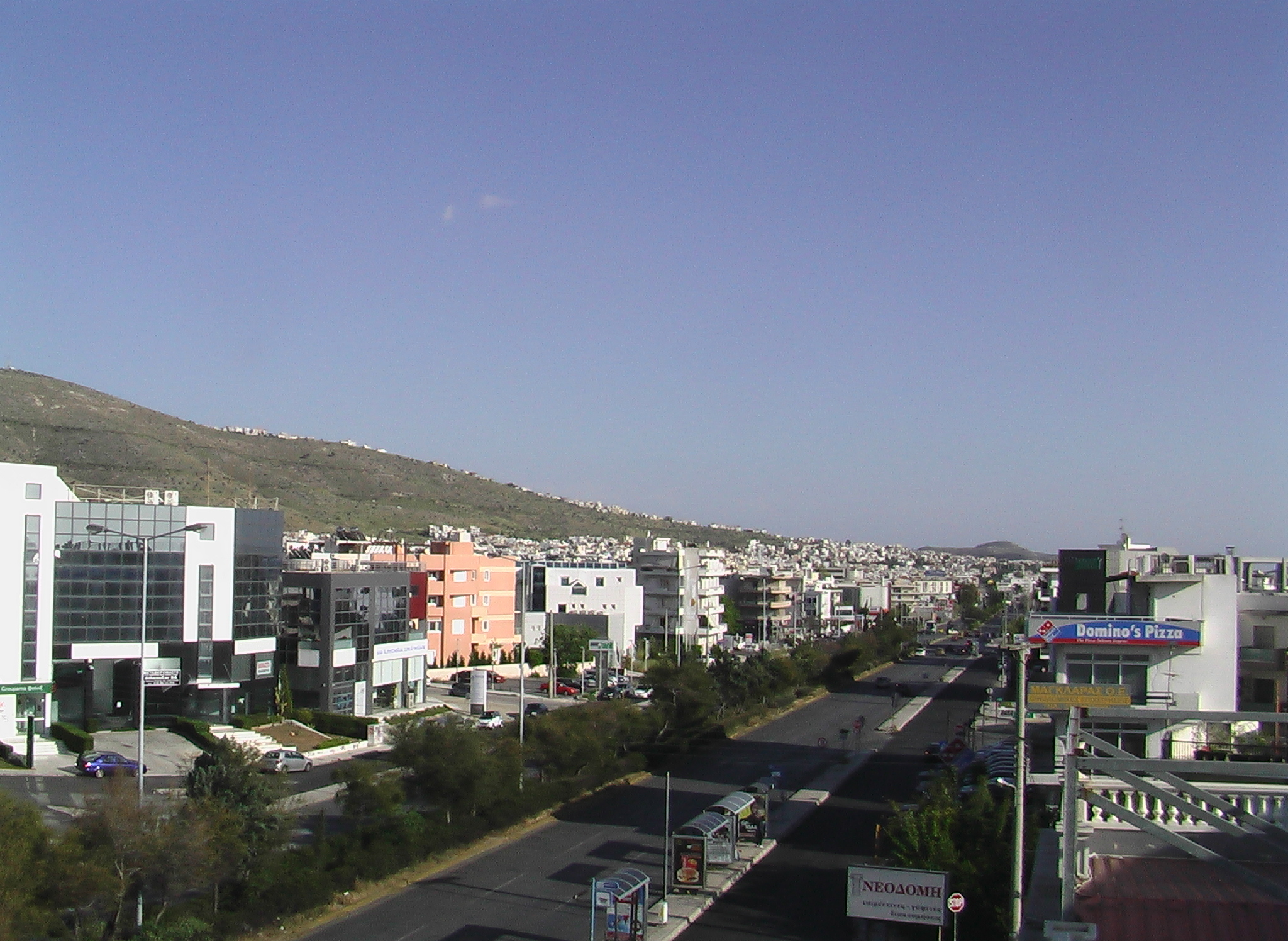
Vúliagmenisz sugárút
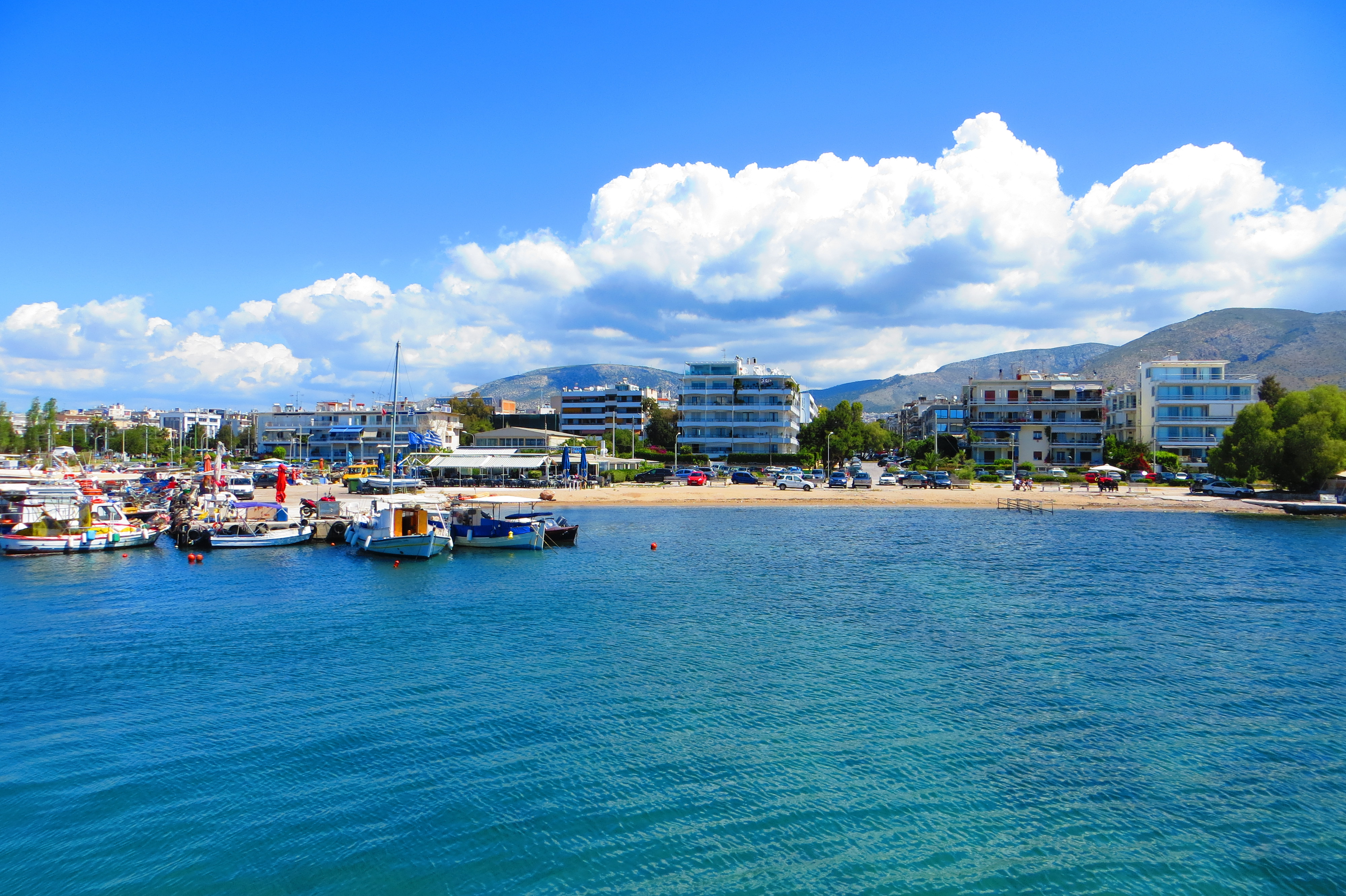
Kikötő
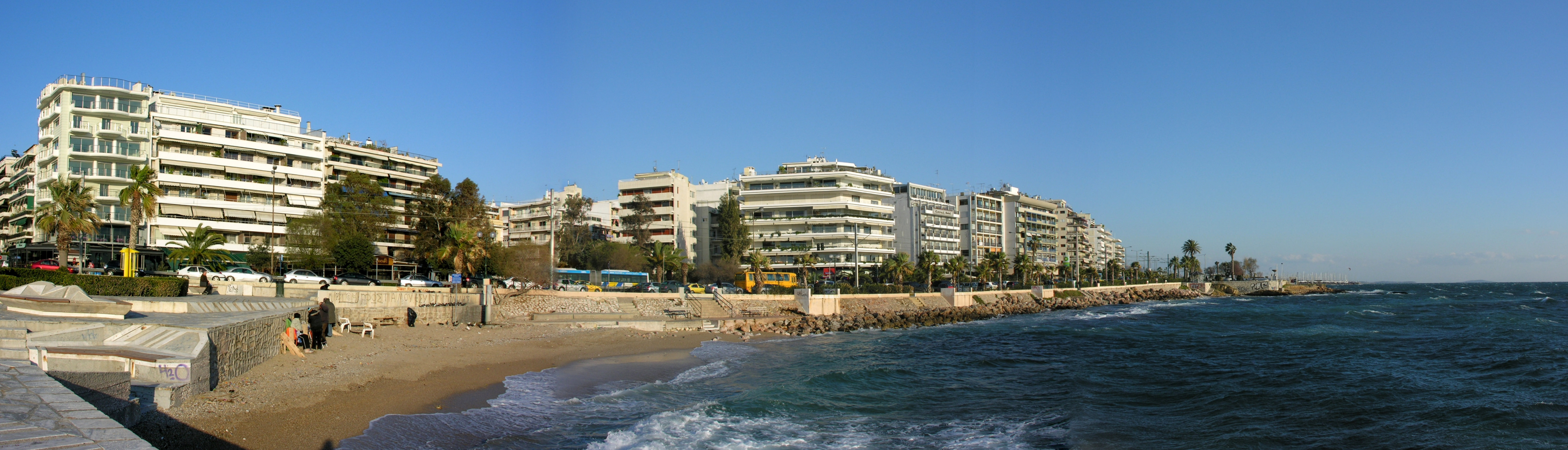
Tengerpart
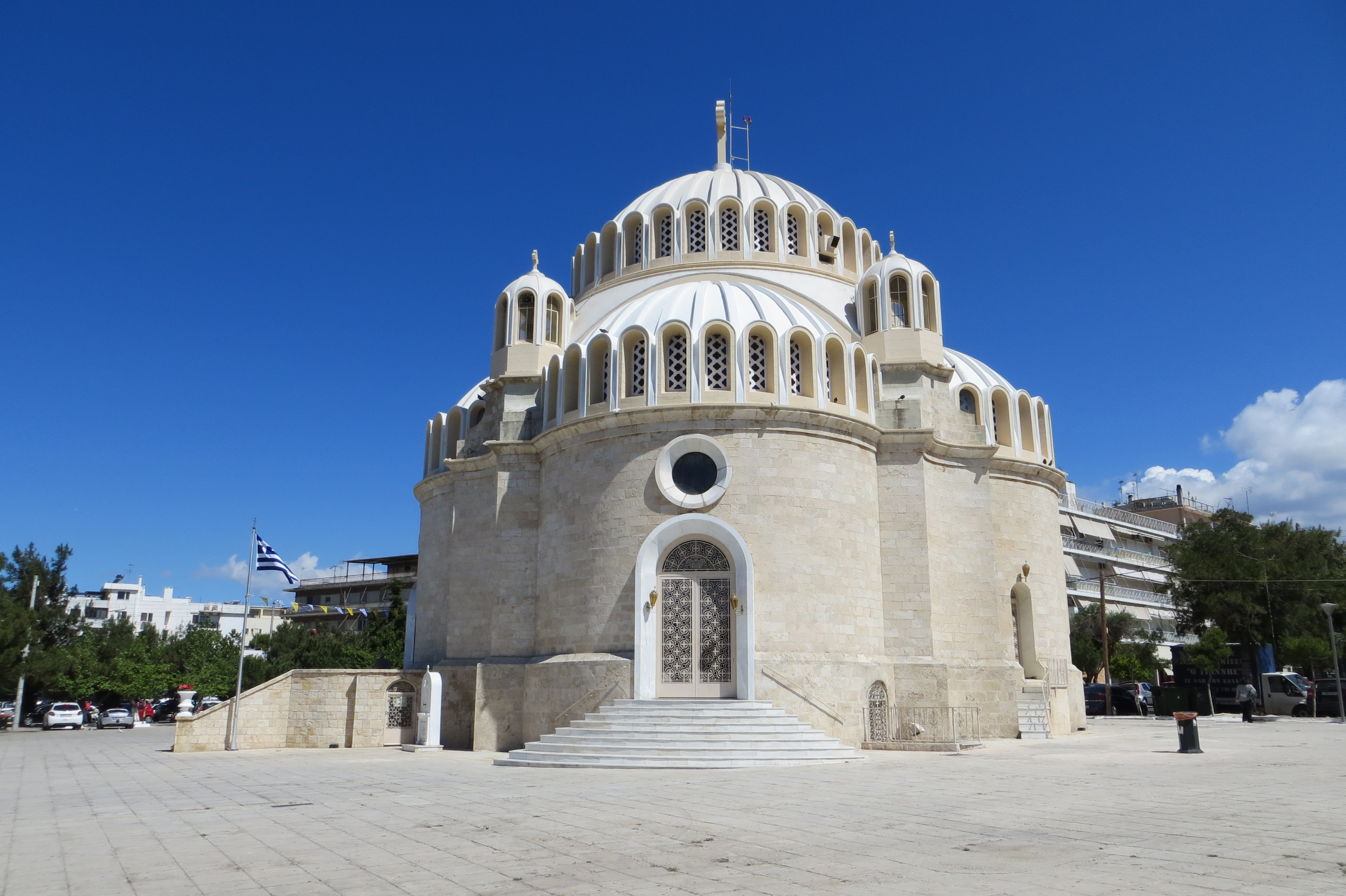
Szent Konstantin és Szent Ilona-templom

## Híres lakosok és emberek
- Sophia Aliberti, TV személyiség és színésznő
- Christos Dantis, görög rockzenész
- Predrag Đorđević, szerbiai focista
- Evridiki, görög énekes
- Tákisz Físzasz, görög focista
- Mihalis Hatzigiannis, görög-ciprusi művész
- Sarah Ataya, vitorlázó
- Jórgosz Karangúnisz, görög labdarúgó
- Zeta Makripoulia, görög énekes
- Giorgos Mazonakis, görög énekes
- Tony Mokbel, ausztráliai szökevény
- Giannis Ploutarhos, görög énekes
- Alexandros Panagoulis, görög politikus és költő
- Giannis Parios, görög énekes
- Antonis Remos, görög énekes
- Tolis Voskopoulos, görög énekes

## Külső hivatkozások
- Honlap (görögül)
- Földrajzi infó
- Glifáda